# Hatay
Pour les articles homonymes, voir Hatay (homonymie).
Le Hatay est une province (il) du sud de la Turquie. Son chef-lieu est Antakya.
La République du Hatay fut créée le 5 septembre 1938  à partir du sandjak d'Alexandrette, qui comprenait également la ville d'Antioche. Le territoire fut officiellement rattaché à la Turquie le 29 juin 1939.

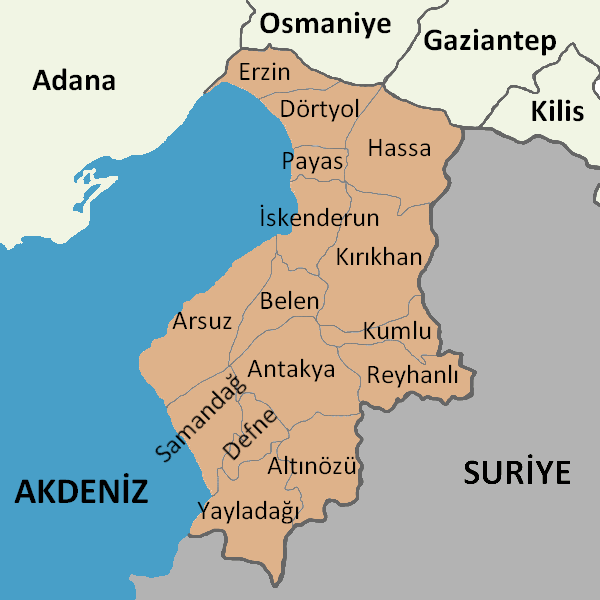
Carte des districts de la province.

L'appartenance de la province à la Turquie est contestée par la Syrie. Celle-ci affirme que la province lui a été retirée en contradiction avec ce que stipulait le mandat français sur la Syrie et le Liban, dans les années qui ont suivi l'indépendance de la Syrie de l'Empire ottoman après la Première Guerre mondiale. Bien que cette contestation de souveraineté soit restée pacifique, la Syrie n'a jamais formellement renoncé à ses prétentions sur la province de Hatay.

## Population
| 2000      | 2001      | 2002      | 2003      | 2004      | 2005      | 2006      |
| --------- | --------- | --------- | --------- | --------- | --------- | --------- |
| 1 280 457 | 1 296 401 | 1 310 828 | 1 324 961 | 1 339 798 | 1 355 144 | 1 370 831 |

| 2007      | 2008      | 2009      | 2010      | 2011      | 2012      | 2013      |
| --------- | --------- | --------- | --------- | --------- | --------- | --------- |
| 1 386 224 | 1 413 287 | 1 448 418 | 1 480 571 | 1 474 223 | 1 483 674 | 1 503 066 |

| 2014      | 2015      | 2016      | 2017      | 2018      | 2019      | 2020      |
| --------- | --------- | --------- | --------- | --------- | --------- | --------- |
| 1 519 836 | 1 533 507 | 1 555 165 | 1 575 226 | 1 609 856 | 1 628 894 | 1 659 320 |

| 2021      | 2022      | 2023      | - | - | - | - |
| --------- | --------- | --------- | - | - | - | - |
| 1 670 712 | 1 686 043 | 1 544 640 | - | - | - | - |